# Çeltikaltı, Çınar
Çeltikaltı là một xã thuộc huyện Çınar, tỉnh Diyarbakır, Thổ Nhĩ Kỳ. Dân số thời điểm năm 2008 là 72 người.